# Need U Bad
Need U Bad è il singolo di debutto dell'artista Jazmine Sullivan, incluso nel suo primo album, Fearless, del 2008. La canzone vede la partecipazione della rapper Missy Elliott.
Il brano è stato inizialmente pubblicato il 13 maggio 2008 negli Stati Uniti da J e Arista Records. La canzone è stata co-scritta da Sullivan stessa in collaborazione con Elliott, Cainon Agnello e Taurian Osbourne. Ed è stato prodotto da Elliott e Lamb. Need U Bad è stata una delle due canzoni su Fearless dove Sullivan ha collaborato con Elliott e Lamb. Musicalmente, il brano è stato ispirato a essere diverso dai soliti singoli pop tipici. Infatti ci sono elementi reggae, R&B e le caratteristiche del soul. Liricamente, Need U Bad prende riferimento ad una situazione in cui si sviluppa un forte bisogno per la propria amante. Need U Bad ha guadagnato una risposta positiva della critica musicale contemporanea e ha avuto un enorme successo; piazzandosi al numero uno della Billboard Hot R & B / Hip-Hop Songs e al numero trentasette della Billboard Hot 100. Si tratta per la Sullivan il singolo di maggior successo della Billboard Hot R & B / Hip-Hop Songs to-date. Need U Bad è stata accompagnata da un video musicale che è stato diretto da Jonathan Mannion e pubblicato l'8 luglio 2008. Il video è in stile old school dove la Sullivan canta e balla con Missy Elliott e altri musicisti reggae in uno studio di registrazione. Sullivan ha eseguito Need U Bad a 106 & Park, The Ellen DeGeneres Show e The Tonight Show con Jay Leno. Need U Bad è stato nominato come "Best Female R & B Vocal Performance" alla 51ª edizione dei Grammy Awards.

## Classifiche
| Classifica(2008)                     | Posizione massima |
| ------------------------------------ | ----------------- |
| U.S. Billboard Hot 100               | 37                |
| U.S. Billboard Hot R&B/Hip-Hop Songs | 1                 |
| U.S. Billboard Pop 100               | 12                |